# 2717 Tellervo
2717 Tellervo este un asteroid din centura principală, descoperit pe 29 noiembrie 1940, de Liisi Oterma.